# الطبية الجنسانية
الطبية الجنسانية أو التطبيب الجنساني (Medicalisation of Sexuality) يشير إلى وجود ونمو السلطة الطبية على التجارب والأحاسيس الجنسية.[غير مفهوم] يعتمد التطبيب الجنساني على صناعة الأدوية والطب النفسي وعلم النفس (وخاصة علم النفس التطوري)، والعلوم الطبية الحيوية بشكل عام.
يُعرّف التطبيب (Medicalisation) على أنه عملية تصور وتحديد ومعالجة القضايا غير الطبية كمشاكل طبية. تتأثر النشاط الجنسي البشري بالعديد من العوامل، بما في ذلك الأعراف الاجتماعية، الهوية الجنسية والهوية الجندرية، وهياكل العلاقات. الجنسانية هي الطريقة التي يعيش بها الناس ويعبرون عن أنفسهم جنسيًا. تم تخصيص الكثير من الأبحاث في علم النفس والطب النفسي لفهم العوامل التي تساهم في الجنسانية البشرية، وغالبًا ما تلعب دورًا تشريعيًا أو رقابيًا في وصم سلوكيات معينة أو تعزيز تسويق الأمراض. كما تم استخدام تطبيب الجنسانية لتعزيز صناعة الأدوية من خلال علاجات ضعف الانتصاب والخلل الوظيفي الجنسي الأنثوي. تأثير آخر رئيسي لتطبيب الجنسانية هو التحكم الاجتماعي، المراقبة الجماعية والتنظيم المتعلق بتصنيف المخاطر لاضطرابات جنسية مُطبّبة.
بينما يُنظر إلى التمويل الإضافي من صناعة الأدوية على أنه مفيد للبحث الطبي والممارسة في علم الجنس وفيزيولوجيا الإنسان، إلا أن هناك انتقادات كبيرة لتطبيب الجنسانية، غالبًا على أساس أنه يتجاهل العوامل الاجتماعية الثقافية لصالح الدافع الربحي. كما تم استخدام تطبيب الجنسانية تاريخيًا لتبرير العلاجات الطبية، الوصم، وحبس المثليين والمثليات (المعروفين عمومًا في ذلك الوقت باسم المثلية الجنسية)، والأشخاص ثنائيي الجنس والمتحولين جنسيًا.

## التطبيب
يصف التطبيب العمليات التي تصبح من خلالها المشكلات غير الطبية في البداية، مثل المشكلات الاجتماعية أو العمليات الطبيعية، محددة ومفهومة بمصطلحات طبية مثل المرض، الاضطراب، والحالة المرضية، مقترنة بعلاجات. يتضمن التطبيب مزيجًا من اللغة المتخصصة، التفسيرات، والعلاجات التي يتم الترويج لها على حساب اللغة والتفسيرات الاجتماعية.
يُعتقد أن مفهوم التطبيب بدأ مع فلسفة عصر التنوير في أواخر القرن الثامن عشر، والتي كانت واحدة من أولى تطورات التمرض (Pathologisation) في المجتمع الغربي، بما في ذلك ولكن ليس على سبيل الحصر الجنسانية. السمات الثلاث الرئيسية للتطبيب هي الثنائية العقلية-الجسدية، الفردية، والطبيعية. تم نسب التطبيب إلى إضفاء الطابع الإنساني على مجالات الانحراف الاجتماعي، مثل التسمم الكحولي، الجنون، والتمرد التي كانت في السابق تخضع فقط للقسوة أو الرقابة. كما أن للتطبيب القدرة على إضفاء المصداقية على الأمراض الأقل قبولًا اجتماعيًا؛ فالتصديق الطبي على الصدمات، التوحد، ومتلازمة التعب المزمن على سبيل المثال، يُعتقد أنه في بعض الحالات يحسن جودة الحياة. فيما يتعلق بالآثار الضارة، يمكن استخدام التطبيب كشكل من أشكال التحكم الاجتماعي، وعادة ما يؤدي تشخيص اضطرابات مختلفة مثل العقم الأنثوي أو الفصام إلى وصمة اجتماعية.

### الفردية
تشير الفردية في التطبيب إلى أن الأمراض توجد في الأفراد، وبالتالي فإن الحلول الفردية مطلوبة للعلاج. في وصف من عام 1994، "النموذج الطبي المرتكز على الجسم والمحدود بالجسم كان ولا يزال اليوم النموذج المحدد لمفاهيمنا المهنية والفلسفية حول الصحة". تُمارس الفردية على نطاق واسع في الطب الحيوي والطب النفسي، وقد تم التعبير عن ذلك كعقبة أمام النشاط من أجل حقوق جنسية.

### الطبيعية
الطبيعية، المرتبطة ارتباطًا وثيقًا بعلم النفس التطوري، تفترض أن صحة الإنسان، والجنسانية بشكل أكثر تحديدًا، هي "نتاج خارج التاريخ لتطور الثدييات"، وأن هذا يمنح تشابهات كبيرة عبر الجنسانية في الأنواع المختلفة. بعض الأبحاث الأولية حول الجنسانية في عشرينيات القرن العشرين درست الحيوانات عمدًا لتجنب السخرية من خلال مناقشة الجنسانية البشرية في الخطاب العام، ولكن معظم الأبحاث المتعلقة بالطبيعية المطبقة على الجنسانية البشرية حدثت في الثمانينيات.

### مصطلحات مشتقة
تم اقتراح مصطلح التطبيب الحيوي (Biomedicalisation) في عام 2010 لوصف تغيير كبير في التطبيب في الولايات المتحدة يركز على استخدام التكنولوجيا لتحديد ومراقبة مخاطر الصحة في الأفراد والمجتمعات. كما تم اقتراح مصطلح التطبيب الجديد (Neomedicalization) بشكل مستقل في عام 2010 لوصف الجهود التجارية لتحويل مخاطر الصحة إلى سوق للأدوية والتقنيات الجديدة التي تدعي المساعدة في إدارة هذه المخاطر. يجادل المؤلفون الأصليون للنظرية بأن هذه الاستراتيجية من قبل شركات الأدوية تعكس الليبرالية الجديدة كأيديولوجية سياسية، مع التركيز على الفردية والمراقبة، وخاصة المراقبة الذاتية من خلال استخدام المنتجات المسوّقة.
تم استخدام مصطلح الأدوية الجنسية (Sexuopharmaceuticals) لوصف فئة المنتجات الصيدلانية المُطبّبة لاضطرابات جنسية مثل الفياجرا. كما تم استخدام مصطلح الطب الجنسي (Sexuomedicine) كبديل للإشارة إلى تطبيب الجنسانية كمجال بحد ذاته.

## التاريخ

### القرنان الثامن عشر والتاسع عشر
تعود تقاليد تمثيل المرض كعقاب على الخطيئة إلى الثقافة الغربية منذ عصر التنوير في القرن الثامن عشر على الأقل. شهد أواخر القرن الثامن عشر المحاولات الأولى للتلقيح الاصطناعي للنساء باستخدام المحاقن، إلى جانب وجهات نظر ثقافية جديدة قللت من قيمة المتعة الجنسية الأنثوية حيث كان يُعتقد أنها غير ضرورية في الإنجاب.
في القرن التاسع عشر، تم تطبيب مفهوم المرض كعقاب على الخطيئة لربط السمات والسلوكيات الجنسية التي يُطلق عليها "منحرفة"، مثل الاستمناء، بزيادة معدلات المرض. تم وصف ذلك من خلال عرض يُسمى سبرماتوريا (Spermatorrhoea) اخترعه ويليام أكتون في عام 1857، وكان يُستخدم في ذلك الوقت كتبرير طبي للعزوبة. تم لاحقًا تصنيف السبرماتوريا إلى مجموعات أعراض أخرى بناءً جزئيًا على كيفية تأثيرها على السائل المنوي. شمل علاج السبرماتوريا في ذلك الوقت القسطرة، الكي، الختان، وإدخال الإبر عبر العجان إلى البروستاتا. في القرنين التاسع عشر وأوائل القرن العشرين، أدى الوصمة الثقافية تجاه البحث في الجنسانية إلى عدم شعبيتها بين الأطباء وفي المنشورات. يُعتقد أن أول اعتراف بأعراض السبرماتوريا كاضطراب بحد ذاته كان في عام 1883، وأُطلق عليه اسم القذف المبكر (Ejaculatio praecox).
من بين الباحثين الآخرين في مجال الجنسانية في القرنين التاسع عشر وأوائل القرن العشرين كانوا هافلوك إليس، إدوارد كاربنتر، ماري ستوبس وألفريد كينسي، ولم يكن لدى أي منهم مؤهلات طبية باستثناء إليس. في عشرينيات وثلاثينيات القرن العشرين، تم إجراء أبحاث كبيرة في محاولة غير ناجحة للعثور على أسباب جسدية للخلل الوظيفي الجنسي.

### القرن العشرين
يُعتقد أن أصل النسخة الحديثة من القذف المبكر (Ejaculatio praecox)، والتي تُسمى الآن القذف المبكر (Premature Ejaculation)، بدأ مع ألفريد أدلر قبل التطورات الرئيسية لنظرية التحليل النفسي. على غرار السبرماتوريا، كان أدلر يدعو بقوة إلى العزوبة للنساء حيث اعتقد أن ذلك سيعزز الرضا الجنسي للنساء أثناء الجماع الجنسي، وهي نظرية تم لاحقًا اكتشاف أنها وهمية.
خلال منتصف القرن العشرين، نشر سيغموند فرويد نظريات مقبولة على نطاق واسع ولم يتم تحديها تقريبًا، مفادها أن الجماع الجنسي هو الطريقة الصحيحة الوحيدة لتحقيق النشوة الجنسية الأنثوية، وأن انتصاب الرجل ضروري للنشوة الجنسية الأنثوية. يُطلق على هذا ما يُسمى بـ"الإلزام الجماعي" (Coital Imperative)، والذي تم لاحقًا وصفه كاضطراب معترف به طبيًا لم يكن في الواقع يخدم رضا النساء، بل ساهم في الضغط على الرجال وتصنيفهم مرضياً في الحصول على ما يُسمى بالوقت الأمثل للقذف.
كان أول منشور رئيسي يعبر عن تطبيب واسع للجنسانية هو الإصدار الأول من الدليل التشخيصي والإحصائي للاضطرابات النفسية (DSM-1). نُشر في عام 1952، وأعاد صياغة السلوكيات التي كانت تُعتبر في السابق غير أخلاقية، مثل الاستمناء، انخفاض الرغبة الجنسية، والمثلية الجنسية، على أنها قابلة للعلاج؛ حيث تم وصف عيوب الشخصية أو الأخلاق على أنها أمراض. بعض العلاجات الموصوفة في DSM-1 شملت الإيداع في المصحات، العلاجات الهرمونية، الختان والإخصاء. يُعتبر DSM حجر الزاوية في تطور الطب النفسي، وكان له تأثير كبير وحفز أبحاثًا تحسينية كبيرة في البحث عن أسباب طبيعية وبيولوجية للسلوكيات الجنسية المنحرفة، مثل ما يُسمى بـ"جين المثلية" (Gay Gene). بحلول الخمسينيات، كانت المثلية الجنسية تُصنف بشكل لا جدال فيه كاضطراب نفسي في الطب النفسي. في أوائل القرن العشرين، كانت الفولكلور الطبي يعتقد أن 90-95% من حالات ضعف الانتصاب كانت نفسية المنشأ، ولكن حوالي الثمانينيات، اتخذ البحث اتجاهًا معاكسًا للبحث عن أسباب جسدية للخلل الوظيفي الجنسي، على غرار العشرينيات والثلاثينيات. لا تزال الأسباب الجسدية كتفسيرات تهيمن على الأدبيات مقارنة بالتفسيرات النفسية. شملت العلاجات في الثمانينيات لضعف الانتصاب زراعة القضيب والحقن داخل الكهفية.
كان ضعف الانتصاب الذكوري، الذي يشبه في معناه المصطلح الحديث لضعف الانتصاب، قد تقدم بشكل كبير باكتشاف بابافيرين في الثمانينيات من قبل طبيب المسالك البولية رونالد فيراج. على الرغم من الإشارة إلى الأعراض نفسها، كان يُعتقد أن الضعف الجنسي له أسباب نفسية المنشأ، بينما كان يُعتقد أن ضعف الانتصاب له أسباب عضوية. يسمح استخدام معايير التشخيص الطبية أيضًا للأطباء بتضخيم الانتشار باستخدام نتائج الاستطلاعات و/أو قياس تكرار الحالات ذات الشدة المنخفضة؛ في حالة مثيرة للجدل، ادعى تقرير عام 1999 أن 43% من جميع النساء يعانين من اضطراب جنسي. فقد استخدام النموذج البيولوجي النفسي الاجتماعي و"العلوم الضعيفة" مثل العلوم الاجتماعية لشرح السلوك البشري شعبيته بشكل كبير في الستينيات والسبعينيات مقابل "العلوم الصلبة" مثل الطب الحيوي، وهو ما يمكن أن يُعزى إلى مزيج من تحرير السوق والعوامل السوقية التي تضغط على النمو الاقتصادي في المناخ السياسي للولايات المتحدة في ذلك الوقت.

### الفياجرا
يتفق الأكاديميون على أن المنتج الصيدلاني الرئيسي الذي ساهم في تطبيب الجنسانية هو سيلدينافيل الذي تبيعه فايزر تحت الاسم التجاري فياجرا، والذي تمت الموافقة عليه في عام 1998. كان هذا الدواء أول مثبط لإنزيم فوسفوديستيراز-5 (انظر مثبطات الفوسفوديستيراز)، وأصبح على الفور من أكثر الأدوية مبيعًا لعلاج ضعف الانتصاب، وحل إلى حد كبير محل علاجات مثبطات استرداد السيروتونين الانتقائية (SSRIs) للاضطرابات الجنسية. يُقال إنه كان أسرع دواء مبيعًا في التاريخ، متجاوزًا أكثر الأدوية شيوعًا في ذلك الوقت، وهو فلوكستين الذي يُباع تحت الاسم التجاري بروزاك. أدى النجاح الاقتصادي للفياجرا إلى تحفيز البحث عن منتجات مماثلة.

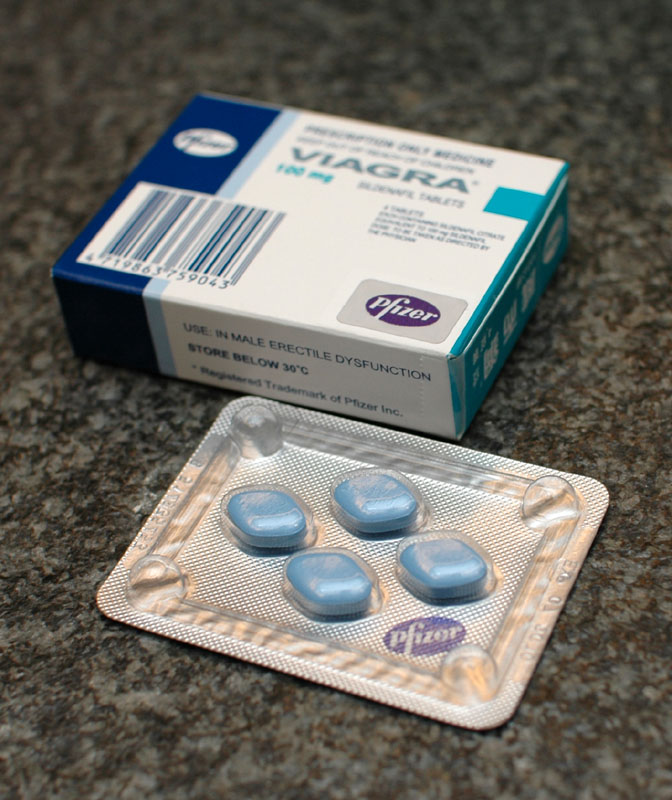
عبوة تحتوي على الفياجرا (سيلدينافيل). عند إطلاقه في عام 1998، كان الدواء الأكثر مبيعًا في العالم.

كان التمويل العام لأبحاث الجنس يتناقص خلال التسعينيات والعقد الأول من القرن الحادي والعشرين عندما حول التمويل الشركاتي التركيز من أبحاث علم الجنس غير الطبي والعلاج الجنسي، إلى التجارب السريرية والتأكيد على مفهوم الخلل الوظيفي الجنسي تحت نموذج علم الأوبئة المبسط. أدت الفياجرا ومنتجات أخرى للخلل الوظيفي الجنسي، والتي تُسمى الأدوية الجنسية، إلى انتشار أنواع جديدة من التسويق المتخصص لهذه المنتجات بناءً على خطاب ليبرالي جديد يعرض المشاهدين كـ"أفراد جنسيين مسؤولين، واعين، وطموحين". تم الترويج للفياجرا والأدوية الموصوفة المماثلة من خلال الصور في وسائل الإعلام إلى حد أصبحت فيه أيقونة ثقافية، وهي ظاهرة كانت جديدة نسبيًا في ذلك الوقت، ويُعرف أنها كانت مسموحة فقط في الولايات المتحدة ونيوزيلندا، ويُعتقد أنها ساهمت بشكل كبير في تشكيل المعايير المتعلقة بالجنسانية الذكورية. يلاحظ أحد المؤلفين أنه على الرغم من أن تأثير الفياجرا يقتصر فقط على الأوعية الدموية في القضيب، إلا أن الإعلانات تستخدم بشكل روتيني صورًا للأزواج وهم يعانقون ويبتسمون ويرقصون، مدعيًا أن شركات الأدوية كانت مخادعة في استخدام مثل هذه الإعلانات.
كانت هناك انتقادات لتطبيب الجنسانية قبل إطلاق الفياجرا واستمرت في العقد الثاني من القرن الحادي والعشرين، وكانت الأصوات الأكثر ارتفاعًا تتعلق بالجنسانية الأنثوية. أحد الانتقادات الكبيرة لتطبيب الجنسانية هو أن ميله نحو الاختزالية البيولوجية يفشل بشكل عام في أخذ العوامل الاجتماعية الثقافية التي تساهم في الجنسانية البشرية في الاعتبار. حوالي وقت هذه الانتقادات، زاد البحث في موضوع اضطراب الإثارة الجنسية الأنثوية (FSD). في عام 1999، ادعى منشور بارز أن "الخلل الوظيفي الجنسي الأنثوي مرتبط بالعمر، تدريجي، وشائع جدًا، حيث يؤثر على 30% إلى 50% من النساء"، وهو ما اعتقد منشور لاحق في عام 2012 أنه أول وصف كامل لـFSD كاضطراب.
في بعض النواحي، استفادت مجالات أبحاث علم الجنس وعلم وظائف الأعضاء الجنسية من الاهتمام والتمويل من شركات الأدوية، حيث أدى ذلك إلى تمويل أبحاث التقييمات النفسية للصحة الجنسية، وتعزيز الطب القائم على الأدلة في البحث والممارسة. كما جعل تطبيب الجنسانية الوصول إلى الرعاية الصحية الجنسية أقل وصمة في البلدان المتقدمة، على الرغم من أن هذا يأتي جنبًا إلى جنب مع التوقعات الاجتماعية المتعلقة بالأداء الجنسي، والتمييز القائم على العمر بسبب التدهور الطبيعي في الوظيفة الجنسية. كما أشارت نتائج الدراسات إلى أن الرجال غالبًا ما يترددون في استخدام مثبطات استرداد السيروتونين الانتقائية (SSRIs) كعلاج لضعف الانتصاب، وأشارت إلى وجود فائدة من وجود خيارات علاجية صيدلانية بديلة.

### علم الإجرام
في هذا الوقت في أواخر التسعينيات وأوائل العقد الأول من القرن الحادي والعشرين، كان الطب النفسي وعلم الجنس يلعبان دورًا متزايدًا في عمليات العدالة الجنائية وعلم الطب الشرعي. وشمل ذلك استخدام سجلات مرتكبي الجرائم الجنسية، وإجراء تقييمات من قبل الأطباء النفسيين وعلماء النفس للأفراد في المحكمة أو السجن لتقييم الاستقرار العقلي واحتمالات العودة للإجرام. كانت هذه التقييمات في الولايات المتحدة وبريطانيا تحمل وزنًا كبيرًا حيث يمكن استخدامها لإيداع الأفراد بشكل غير محدد بعد انتهاء مدة عقوبتهم الجنائية، إذا اعتقد الخبير أن احتمال العودة للإجرام مرتفع. شملت العلاجات السلوكية لمرتكبي الجرائم الجنسية منذ التسعينيات فصاعدًا العلاج بالتنفير، وعلاج التشبع (الذي يهدف إلى تقليل الإثارة من خلال التعرض المفرط للخيالات المنحرفة)، والعلاج السلوكي المعرفي. وشملت العلاجات الطبية الحيوية مثبطات الهرمونات مثل ميدروكسي بروجستيرون أسيتات (MPA) المستخدم عادةً لمنع الحمل، وليوبروريلين، المستخدم عادةً كعلاج للسرطان. أشارت دراسة عام 2015 إلى أنه على الرغم من استمرار استخدام هذه العلاجات، إلا أن MPA لم تتم الموافقة عليه من قبل إدارة الغذاء والدواء لإحداث العجز الجنسي لدى الذكور، وكانت الأدلة في ذلك الوقت ضعيفة لكل من العلاجات السلوكية والصيدلانية لمرتكبي الجرائم الجنسية.

### المثلية الجنسية
مع تحول الثقافة الغربية في القرن التاسع عشر من السلطة الدينية إلى السلطة العلمانية، بدأت المثلية الجنسية تتلقى اهتمامًا متزايدًا من القانون، الطب، ولاحقًا من الطب النفسي، علم الجنس، ونشطاء حقوق الإنسان. تم استخدام مصطلح المثلية الجنسية لأول مرة في سياق طبي في عام 1869 من قبل الطبيب المجري كارل ماريا كيرتبيني، الذي جادل ضد القوانين والعقوبات القاسية التي تُطبق على اللواط في القانون البروسي. جادل كيرتبيني بأنه من غير المناسب معاملة المثلية الجنسية كجريمة في رأيه بأنها خلقية (أي فطرية) وليست مكتسبة، ويعتبر هذا أول وصف للمثلية الجنسية كاضطراب طبي. قبل إدراج المثلية الجنسية في DSM-1 عام 1952 ولاحقًا في DSM-2 عام 1968 كاضطراب نفسي، تم تصنيف المثلية الجنسية لأول مرة على أنها "شخصية سيكوباتية" و"جنسية مرضية" في التصنيف القياسي لأمراض الأمراض عام 1935.
كان أحد أكثر الكُتّاب تأثيرًا في القرن التاسع عشر حول تطبيب المثلية الجنسية هو ريتشارد فون كرافت إيبينغ من خلال كتابه الذي يضم 432 صفحة بعنوان سيكوباثيا سيكواليس. جادل كرافت إيبينغ بأنه تحت انطباع أن المثلية الجنسية و"الانحرافات الجنسية" الأخرى كانت فطرية، يجب معالجتها علاجيًا بدلاً من معاقبتها. ومع ذلك، وصف سيغموند فرويد المثلية الجنسية على أنها تنوع جنسي طبيعي، واعتبر الهوموإيروتيكية جزءًا من التطور الجنسي "الطبيعي". في الأربعينيات، اتخذ أتباع فرويد، بما في ذلك إدموند بيرغلر، إيرفينغ بيبر، وتشارلز دبليو سوكاريدس، نهجًا آخر، حيث أعادوا تأسيس المثلية الجنسية كاضطراب نفسي مع صور كاريكاتورية سلبية مثل "الغرور، مع كراهية عائمة، عدم الموثوقية، والاستعلاء". لقد نظروا إلى المثلية الجنسية على أنها مرض وانحراف، وأصرّوا على أن جميع المثليين يعانون من شعور عميق بالذنب المتعلق بهذا الأمر. بعد ذلك، تم تضمين وصف تفصيلي للمثلية الجنسية يحددها بوضوح كاضطراب طبي في DSM-2 عام 1968، ليحل محل الإشارة الموجزة السابقة.
وصل تطبيب المثلية الجنسية ووضوحها العام إلى ذروته في الخمسينيات والستينيات في الولايات المتحدة، وإلى حد أقل في المملكة المتحدة، مع ظهور حركات تحرير المثليين في صراع سياسي مع الأطباء النفسيين وغيرهم ممن يدعمون تطبيب المثلية الجنسية. حتى السبعينيات، كان الأطباء النفسيون الذين يكشفون عن كونهم مثليين معرضين لخطر فقدان وظائفهم وإلغاء رخصتهم الطبية. تعتبر هذه الاحتجاجات تاريخيًا رد فعل كبير على دراسات بيبر في عام 1965، ولاحقًا سوكاريدس في عام 1972، التي أكدت الوضع الطبي للمثلية الجنسية كاضطراب غير طبيعي. تم إطلاق بحث سوكاريدس تحت منصبه الجديد كرئيس لفريق العمل المعني بالمثلية الجنسية الذي عينه فرع مقاطعة نيويورك في الجمعية الأمريكية للطب النفسي (APA).
كان أحد أكثر الاحتجاجات تأثيرًا في عام 1972 مع جون إي. فراير، طبيب نفسي تم فصله مؤخرًا بسبب وصمة المثلية الجنسية، الذي صعد إلى المسرح دون إعلان مسبق في مؤتمر APA فقط باسم "د. هـ. مجهول"، والذي تم توسيعه لاحقًا إلى "د. هنري مجهول". ظهر فراير على المسرح مرتديًا قناعًا مطاطيًا من متجر النكات – والذي وُصف أحيانًا بأنه قناع ريتشارد نيكسون، ولكن ربما تم تعديله عن حالته الأصلية. صرح فراير: "أنا مثلي الجنس. أنا طبيب نفسي"، ثم شرح مشاكل تطبيب APA للمثلية الجنسية. تمت إزالة المثلية الجنسية من DSM في عام 1973، بعد عام من خطاب فراير – مما دفع الصحيفة التي لم تعد موجودة الآن فيلادلفيا بوليتين إلى طباعة العنوان "المثليون يحصلون على علاج فوري" – وتم الاستشهاد بخطاب فراير كعامل رئيسي في إقناع المجتمع النفسي بالوصول إلى هذا القرار.
على الرغم من إزالة مصطلح "المثلية الجنسية" من DSM، إلا أن الحالة الأساسية ظلت مصنفة كمرض. لتهدئة كل من نشطاء المثليين ودعاة استمرار تصنيف المثلية الجنسية كتشخيص، تم تقديم اضطراب يُعرف باسم "اضطراب التوجه الجنسي" في طبعة جديدة من DSM-2 ليحل محله. في عام 1980، استبدل DSM-3 اضطراب التوجه الجنسي بـ"التوجه الجنسي غير المتوافق مع الذات" وأعاد تصنيفه تحت فئة جديدة من "الاضطرابات النفسية الجنسية". في DSM-3-R عام 1987، تم حذف أي بديل مباشر للمثلية الجنسية، واستُبدل اضطراب التوجه الجنسي غير المتوافق مع الذات بـ"اضطراب جنسي غير محدد بخلاف ذلك"، والذي تم تعريفه بـ"الضيق الشديد بشأن التوجه الجنسي للفرد". تمت إزالة هذا الاضطراب لاحقًا في DSM-5 عام 2013 دون استبداله.
تُعتبر تعبيرات عدم الانجذاب الجنسي المغاير الآن بشكل عام اختلافات طبيعية في الجنسانية البشرية، على الرغم من أن التمييز المستمر يؤدي إلى تدهور الصحة النفسية لهذه الفئة. أدى هذا الارتباط العالي المستمر بين مشاكل الصحة النفسية والمثلية الجنسية إلى استمرار تحفيز تطبيب المثلية الجنسية، كما في الجمعية الأمريكية للإرشاد والجمعية النفسية الأسترالية حوالي عام 2007.

### جنسانية الأشخاص المتحولين جنسيًا
بدءًا من الخمسينيات، طور الأطباء والباحثون مجموعة متنوعة من التصنيفات للتحول الجنسي. كانت هذه التصنيفات تعتمد بشكل مختلف على التوجه الجنسي، عمر البدء، والميل الجنسي. بدءًا من هاري بنجامين في الستينيات، تم تطبيب جنسانية الأفراد المتحولين جنسيًا (الإناث إلى الذكور) واعتبارها مرضية، إلى الحد الذي أصبحت فيه جنسانية الأفراد المتحولين جنسيًا عاملًا مركزيًا في التشخيص. في البداية، قسمت هذه التصنيفات بشكل عام المتحولات جنسيًا (الذكور إلى الإناث) إلى مجموعتين: "المتحولين جنسيًا المثليين" إذا كانوا منجذبين جنسيًا للرجال، و"المتحولين جنسيًا المغايرين جنسيًا الذين يعانون من الميل الجنسي" إذا كانوا منجذبين جنسيًا للنساء.
في عام 1982، وسع كورت فروند هذا البحث بناءً على الانجذاب الجنسي. في الثمانينيات والتسعينيات، اقترح راي بلانشارد تصنيف نفسي لـاضطراب الهوية الجندرية، التحول الجنسي، والميل الجنسي للتحول الجنسي في سلسلة من الأوراق الأكاديمية، وصاغ مصطلح أوتوجينيفيليا كجزء من هذا التصنيف. تعرضت هذه الدراسات لانتقادات باعتبارها علمًا سيئًا لفشلها في تشغيل تعريفاتها بشكل كافٍ وكونها غير قابلة للدحض. كما تعرضت لانتقادات بسبب نقص القدرة على إعادة إنتاج النتائج، وعدم وجود مجموعة ضابطة من النساء غير المتحولات جنسيًا، بينما نفى مؤيدو التصنيف هذه الادعاءات.
تم تقديم اضطراب الهوية الجندرية (GID) واضطراب الهوية الجندرية في الطفولة (GIDC) في DSM-3 عام 1980. في ذلك الوقت، خلال عملية الصياغة الداخلية، كانت هناك انتقادات من أعضاء الجمعية الأمريكية للطب النفسي (APA) الذين يدعمون الحركة النسوية، حيث زعموا أن البحث حول الأشخاص الذين تم تعيينهم كذكور عند الولادة (AMAB) لا ينطبق على أولئك الذين تم تعيينهم كإناث عند الولادة (AFAB). ردًا على هذه الانتقادات، تم وضع معايير مختلفة بين الأطفال الذين تم تعيينهم كذكور وإناث عند الولادة، حيث تم استبعاد الأطفال الذين تم تعيينهم كإناث عند الولادة من تشخيص GIDC إذا تحولوا جنسيًا لـ"المزايا المتصورة" لكونهم ذكور. ومع ذلك، كان هناك غياب للنقاش حول الأبحاث السابقة التي تشير إلى وجود علاقة بين عدم التوافق الجندري والمثلية الجنسية. أظهرت التحقيقات اللاحقة التي أجرتها جيم توش أن GIDC كان يعتمد على أبحاث عملت على افتراض أن علاج عدم التوافق الجندري لدى الأطفال الذكور الذين يظهرون سلوكيات أنثوية سيمنعهم من أن يصبحوا مثليين كبالغين. كان هذا مرغوبًا فيه، حيث كان يُنظر إلى المثلية الجنسية لدى البالغين على أنها أكثر صعوبة في التغيير. تم تقديم هذا الخط من التفكير، الذي يفترض أن عدم التوافق الجندري والمثلية الجنسية يتطوران بشكل أساسي في مرحلة الطفولة، كتبرير للسماح بالتدخل الأبوي لإجبار مثل هذه العلاجات على الأطفال. تم وصف هذا بأنه "إعادة تدوير" للمثلية الجنسية في اضطرابات طبية جديدة مثل GID وGIDC؛ على الرغم من تغير الاسم والمعايير التشخيصية، إلا أن نفس السلوكيات غير المتوافقة جندريًا والمثلية الجنسية تم تطبيبها في هذه العملية.
لاحظ الباحثون أن المجموعات المسؤولة عن مراجعة اضطرابات الهوية الجندرية في الإصدار العاشر من التصنيف الدولي للأمراض (ICD-10) وفي DSM-4 إلى DSM-5 كانت تشترك في الخبراء جاك دريشر وبيجي كوهين-كيتينيس. نظرًا لأن التصنيف الدولي للأمراض (ICD) لا يقتصر على الاضطرابات النفسية مثل DSM، فقد تم القول بأن هذا التعديل في ICD كان لديه القدرة على إزالة الطابع الطبي عن التحول الجنسي من خلال تضمينه في فئة غير نفسية، مما سيسمح بتغطية شركات التأمين للعلاجات في أنظمة الرعاية الصحية. بدلاً من ذلك، قررت منظمة الصحة العالمية إنشاء فئة جديدة لاضطراب الهوية الجندرية (GID) والحالات ذات الصلة تسمى "حالات تتعلق بالصحة الجنسية". على الرغم من تميزها عن الفئات النفسية، إلا أنه تم القول بأن إعادة تصنيف المتحولين جنسيًا والأشخاص المتنوعين جندريًا تحت "الصحة الجنسية" هو أمر غير مجدي، نظرًا للأساس المشكوك فيه لتأسيس الجنسانية والميول الجنسية كأسباب للتنوع الجندري.
وجدت مراجعة عام 2020 أن معظم الأبحاث استمرت في دراسة التغيرات في الرغبة الجنسية أو القدرة على الوصول إلى النشوة الجنسية قبل وبعد رعاية المتحولين جنسيًا، مثل في الجماع الجنسي، مع غياب الدراسات التي تركز على المتعة الجنسية. تم القول بأن هذا التحيز في البحث يعزز نموذجًا ضيقًا ومطبّبًا للجنسانية على المتحولين جنسيًا، يركز على الأفعال الجنسية الفردية التي لا تمثل السكان الذين يتم دراستهم.

### فيروس نقص المناعة البشرية (HIV)
تُعتبر الوقاية من فيروس نقص المناعة البشرية (HIV) واحدة من أشكال التطبيب الرئيسية للجنسانية في القرن العشرين، لا يزال التطبيب عاملاً مهيمنًا في مجال فيروس نقص المناعة البشرية. الوقاية الكيميائية، المعروفة أيضًا باسم الوقاية الكيميائية، هي استخدام الأدوية لمنع مرض لا يعاني منه الفرد.، تظل الوقاية الكيميائية مثيرة للجدل في مجال الوقاية من فيروس نقص المناعة البشرية. في التوصيات والسياسات الطبية، يُعتقد عمومًا أن الوقاية الكيميائية لفيروس نقص المناعة البشرية قد حلت محل استراتيجيات الوقاية السلوكية مثل استخدام الواقي الذكري والانسحاب قبل القذف لصالح استخدام الأدوية منذ منتصف العقد الأول من القرن الحادي والعشرين. وقد تم انتقاد ذلك لفعاليتها المشكوك فيها والآثار الجانبية الضارة.
أدى تطبيب فيروس نقص المناعة البشرية إلى تأثيرات اجتماعية بالإضافة إلى استبدال خيارات الوقاية. تم استبدال خطاب الوقاية من الأضرار إلى حد كبير بتقليل الأضرار (أي العلاجات التي تقلل فقط من حدوث المرض بدلاً من منعه تمامًا)، وهو شائع في أبحاث فيروس نقص المناعة البشرية، ولكن ثبت أنه ينتج نتائج دراسات مضللة لا يمكن تعميمها. تم القول بأن تطبيب فيروس نقص المناعة البشرية له تأثير مبرد على النقاش العام، مما يزيد أيضًا من الوصمة لدى المصابين. كما تم استخدام الوقاية الكيميائية لفيروس نقص المناعة البشرية لتبرير زيادة المراقبة الطبية أو الشرطية للجنسانية.

### الأشخاص ثنائيي الجنس
تم إجراء جراحات طبية لتطبيع أجسام الأشخاص ثنائيي الجنس ضمن ثنائية الجندر منذ القرن التاسع عشر على الأقل، وقد تأثرت بتطبيب المثلية الجنسية والتحول الجنسي. تم تبرير مثل هذه الجراحات بحجة أنها تحسن الوظيفة الجنسية. كما تم استخدام الأشخاص ثنائيي الجنس بشكل روتيني كمواضيع للتجارب النفسية لدراسة الجنسانية منذ منتصف القرن العشرين.

### كبار السن
في القرنين التاسع عشر والعشرين، كان من المقبول عمومًا أن يصبح كبار السن غير جنسيين. حتى القرن العشرين، كانت العلوم الطبية غالبًا ما تتعارض حول هذه الرسالة فيما إذا كانت الحياة الجنسية في الشيخوخة مهمة، صحية أو مرغوبة. مع استمرار تطور علم الجنس، الطب الحيوي وصناعة الأدوية، تحول هذا الخطاب حيث أصبح كبار السن سوقًا طبيًا لمنتجات الخلل الوظيفي الجنسي بعد إطلاق الفياجرا والأدوية المماثلة.

## الانتقادات
هناك مجموعة واسعة من الانتقادات لتطبيب الجنسانية. أحد أكثر الانتقادات شيوعًا هو أن الاختزالية البيولوجية وغيرها من مبادئ التطبيب، الفردية والطبيعية، تفشل بشكل عام في أخذ العوامل الاجتماعية الثقافية التي تساهم في الجنسانية البشرية في الاعتبار. تم انتقاد تطبيب الجنسانية لكونه ضيقًا بشكل مفرط ولعب دورًا معياريًا ورقابيًا في التعبير الجنسي. يُجادل بأن المبدأ الطبيعي لتطبيب الجنسانية هو قوة توحيدية، تحل محل أو تقلل من قيمة التنوع في الثقافات الجنسية بتوقعات موحدة حول الأداء الجنسي. بالمقارنة، بعد عقد اجتماع بين علماء الاجتماع النقديين والأطباء وعرض النقاش في مؤتمر منتدى الجنسانية الأنثوية في جامعة بوسطن، وجد المؤلف أن الشكاوى الجنسية لدى النساء تتأثر بمزيج من "العوامل العاطفية، الجسدية، والعلائقية" وليس فقط الأداء الجسدي.
في العقد الثاني من القرن الحادي والعشرين، تم استخدام دراسات العلوم والتكنولوجيا لانتقاد آثار تطبيب الجنسانية، مدعية أن السلطة الطبية غير مبررة في تحديد ما هو جنسانية محترمة أو ناضجة. كما تم وصفها بأنها تعزز معايير الذكورة والذكورة المغايرة بما في ذلك المفاهيم البريطانية للرجل الجديد وثقافة الشباب.
واجهت الليبرالية الجديدة الكامنة في تطبيب الجنسانية انتقادات واسعة.[بحاجة لمصدر] يكتب أحد المؤلفين: "ربط الأدوية بعوامل الخفض وزيادة الحدود للحالات 'المعرضة للخطر' يمهد الطريق لتوسيع الأدوية من المرض إلى الانزعاج". تم استخدام الاضطرابات الجنسية مثل ضعف الانتصاب كتقدير لصحة المريض العامة. على سبيل المثال، غالبًا ما يكون ضعف الانتصاب أول علامة على تصلب الشرايين بسبب تقييد تدفق الدم. بينما يكون هذا مفيدًا في أنه يحسن اكتشاف الحالات الطبية الخطيرة، يُجادل بأن هذا النوع من "مقياس صحة القضيب" لديه حافز مشوه حيث يُتوقع مراقبة متزايدة، وربما إلزامية، للمرضى. علماء الجنس مثل جون بانكروفت (عالم جنس) ينتقدون بشدة تطبيب الجنسانية.
بعد إطلاق الفياجرا وانتشارها في عام 1998، كان أحد الانتقادات الصريحة هو عدم وجود تركيز مماثل على الجنسانية الأنثوية. وبالمثل، تم انتقاد البحث في فيروس نقص المناعة البشرية/الإيدز كقوة رئيسية للتطبيب في فرض مستويات أعلى من مراقبة المرضى. تكتب مؤرخة الإيدز سارة شولمان أن النساء كن مستبعدات بشكل روتيني من التجارب الدوائية لفيروس نقص المناعة البشرية.(ص.18–19) تزعم دراسة حالة أخرى أنه حتى في المنظمات الكبيرة للمثليين في الولايات المتحدة التي لديها موارد كبيرة لتقديم الدعم لفيروس نقص المناعة البشرية/الإيدز مثل Bienestar، تم استخدام النماذج الطبية للجنسانية وانتشار المرض بشكل روتيني لتبرير التمييز الجندري في التوظيف (انظر عدم المساواة الجندرية في الولايات المتحدة)، ودعم غير متناسب بشكل كبير لبرامج الرجال المثليين على حساب برامج النساء.(ص.104)
على النقيض من هذا النقص المبلغ عنه في الأبحاث الصيدلانية الموجهة نحو النساء في أواخر التسعينيات، أشارت دراسة عام 2002 إلى أن التعديلات الجنسية غير الضرورية طبياً كانت تستهدف النساء بشكل غير متناسب، خاصة في الولايات المتحدة، وأنها عززت معايير ضارة حول توقعات مظهر أجساد النساء. ونقلًا عن المؤلفين: "من خلال تشجيع النساء على أن يبدون مثل نماذج غلاف مجلة بلاي بوي، والرجال على السعي نحو الكمال الجنسي، قد نعزز ما يُطلق عليه 'طغيان الجنسانية التناسلية'".
يكتب أحد المؤلفين في عام 2001 أن استخدام الأدوية لتعزيز الأداء الجنسي لدى الرجال يمكن أن يؤدي إلى "تراجع لانهائي هزلي"، حيث أبلغت النساء المرتبطات بهؤلاء الرجال عن شكاوى من تهيج الأعضاء التناسلية، والتي يمكن تقليلها فقط إذا قررت النساء استخدام مواد التشحيم المهبلية بأنفسهن. ويشير أحد المؤلفين إلى أن انخفاض الرغبة الجنسية لدى النساء يُعتبر جزءًا طبيعيًا من الحياة، وهو ظاهرة اجتماعية ثقافية في جوهرها وليست طبية، وأن تصوير انخفاض الرغبة الجنسية لدى النساء على أنه مرض يتم جزئيًا لتحقيق مكاسب مالية.